# Bodo Lafferentz

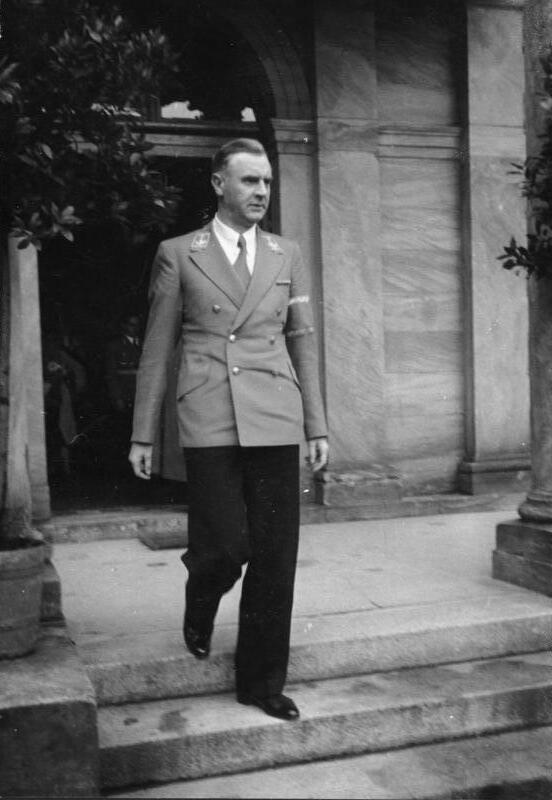
Bodo Lafferentz (Juli 1940), Aufnahme von Heinrich Hoffmann

Bodo Lafferentz (* 27. Juli 1897 in Kiel; † 17. Januar 1975) war als Funktionär der  nationalsozialistischen Organisation Kraft durch Freude unter anderem  Organisator der Bayreuther Festspiele in der Zeit des Zweiten Weltkriegs.

## Leben
Lafferentz war Sohn eines Tiefbauunternehmers. Er besuchte die Oberrealschule und meldete sich im Alter von siebzehn Jahren 1914 freiwillig zu den Pionieren. 1918 geriet er als Offizier in englische Gefangenschaft und kehrte 1920 nach Deutschland zurück. Er studierte ein Semester an der TH Charlottenburg und anschließend zehn Semester Wirtschaftswissenschaften in Berlin.
Im Jahr 1928 promovierte Bodo Lafferentz an der Universität Kiel mit dem Thema „Wirtschaftsplan und Preisordnung“. Anschließend arbeitete er als Justitiar in der Geschäftsführung der Vereinigung der deutschen Arbeitgeberverbände und war ab 1929 ehrenamtlich im Vorstand der Reichsanstalt für Arbeitslosenvermittlung und Arbeitslosenversicherung tätig. Zum 1. Mai 1933 trat er der NSDAP bei (Mitgliedsnummer 2.594.441) und im November 1933 wurde er Leiter des „Amtes Reisen, Wandern und Urlaub“ der Organisation „Nach der Arbeit“, die später in „Kraft durch Freude“ umbenannt wurde.
Als Amtsleiter kandidierte Lafferentz auf dem Wahlvorschlag der NSDAP auf dem Listenplatz mit der Nummer 516 bei der Wahl zum Deutschen Reichstag am 29. März 1936, zog aber nicht in den nationalsozialistischen Reichstag ein. Damals wohnte er in Berlin-Grunewald, Hubertusbader Straße 30.
Im Januar 1938 erhielt er als Reichsamtsleiter die Gesamtleitung des Amtes im Zentralbüro der Deutschen Arbeitsfront in Berlin. Im Mai 1937 wurde er gemeinsam mit Ferdinand Porsche und Jakob Werlin einer der Geschäftsführer der Gesellschaft zur Vorbereitung des Deutschen Volkswagens mbH (GeZuVor) und schließlich 1938 ehrenamtlich einer der Hauptgeschäftsführer der „Volkswagenwerk GmbH“. Aufgrund seiner Bereisungen von möglichen Standorten wurde bei der Gemeinde Fallersleben der Standort für das Volkswagenwerk ausgewählt.
Lafferentz war SS-Mitglied (SS-Nummer 347.155), ab 1939 SS-Obersturmbannführer und Mitglied des Stabes des Rasse- und Siedlungshauptamts der SS. 1942 gründete er eine Gesellschaft für Forschung und Entwicklung, um die Aufschließung von Ölschiefervorkommen und die Nutzung der Windkraft zu untersuchen, sowie in Bayreuth unter dem Namen „Institut für physikalische Forschung“ eine Außenstelle des KZ Flossenbürg zur Entwicklung der Vergeltungswaffe 2. Er war Organisator der Bayreuther „Kriegsfestspiele“ und war in zweiter Ehe seit dem 26. Dezember 1943 mit Verena Wagner (1920–2019), der Tochter Siegfried Wagners (Sohn des Komponisten Richard Wagner) und Winifred Wagners verheiratet. Aus dieser Ehe gingen fünf Kinder hervor: Amelie (* 1944), Manfred (* 1945), Winifred (* 1947), Wieland (* 1949) und Verena (* 1952).
Am Ende des Zweiten Weltkriegs wurde Lafferentz interniert. Nach seiner Entlassung 1949 wurde er bei der Entnazifizierung als „minderbelastet“ eingestuft. Danach lebte er mit seiner Familie in Nußdorf. Dort besaß er einen  kleinen Betrieb für Schwingfeuergeräte und Heizmotoren.
Am 17. Januar 1975 starb Bodo Lafferentz bei Überlingen am Bodensee.
Lafferentz ist eine literarische Figur in Peter Pranges 2019 erschienenem Roman Eine Familie in Deutschland (im ersten Buch: „Zeit zu hoffen, Zeit zu leben“ und im zweiten Buch: „Am Ende die Hoffnung“).